# شركة أنمي إنترنشنل
شركة أنمي إنترنشنل (باليابانية: 株式会社アニメインターナショナルカンパニー، بالروماجي: Kabushiki-gaisha Anime Intānashonaru Kanpanī) (بالإنجليزية: Anime International Company)‏ هو استوديو رسوم متحركة ياباني، تأسس في 15 يوليو عام 1982، يقع مقره في نيريما، طوكيو.

## أعمال الاستوديو

### مسلسلات أنمي تلفزيونية
- الآن وفيما بعد (هنا وهناك) (1999)
- سولتي راي (2005 ــ 2006 بالتعادل مع إستديو جونزو)
- توكو (2006 بالتعاون مع مجموعة تي.إي.سي)
- بامبكين سيزرز (2006–2007 بالتعاون مع استديو جونزو)
- نيان كوي! (2009)
- اختطاف الذئب (2010)
- أختي لا يمكن لها أن تكون بهذه الظرافة (2010)
- الإبن المتجول (2011)
- بيرسونا 4 ذي أنيميشن (2011 ــ 2012)
- كوتورا-سان (2013)
- ديت ا لايف (2013)
- سفينة الفضاء ياماتو 2199 (2013 بالتعاون مع استوديو زيبيك)

### أوفا
- إيسيكاي نو سيكيشي مونوغاتاري (2009 ــ 2010)
- رنين الجواهر (2016)

### أفلام أنمي
- أورا: معركة ماريوينكوغا الأخيرة (2013)
- بيرسونا 3 ذا موفي: 1 سبرنغ أوف بيرث (2013)

## وصلات خارجية
- الموقع الرسمي (باليابانية)